# سوئلا براورمن
سو-الن کاسیانا (سوئلا) براورمن (‎/ˈbrævərmən/‎ née فرناندس متولد ۳ آوریل ۱۹۸۰) یک سیاستمدار و وکیل دادگستری بریتانیایی است که از ۲۵ اکتبر ۲۰۲۲ تا ۱۳ نوامبر ۲۰۲۳ به عنوان وزیر کشور بریتانیا مشغول به کار بود.
براور من در ۱۳ نوامبر ۲۰۲۳ و پس از جنجالی که در پی مخالفتش را راهپیمایی حمایت از فلسطین به‌راه افتاده بود، از سوی ریشی سونک، نخست‌وزیر بریتانیا، از مقام وزارت کشور کنار گذاشته شد.
او از سال ۲۰۲۰ تا ۲۰۲۲ دادستان کل انگلستان و ولز بود. وی از سال ۲۰۱۵ عضو پارلمان (MP) فیرهام در همپشایر است.
در هنگام ترمیم کابینه در ژانویه ۲۰۱۸، با تصمیم ترزا می به عنوان معاون پارلمانی وزیر خارجه برای خروج از اتحادیه اروپا منصوب شد. او در همان سال پس از استعفای خود در اعتراض به طرح پیشنهادی ایرلند شمالی، به سمت پیشین خود بازگشت. براورمن در ترمیم کابینه فوریه ۲۰۲۰ توسط بوریس جانسون به سمت دادستان کل انگلستان و ولز و وکیل مدافع ایرلند شمالی منصوب شد. او به‌طور خودکار در انتصاب خود به عنوان مشاور ملکه منصوب شد.
پس از استعفای جانسون در ژوئیه ۲۰۲۰، براورمن کاندیدای جانشینی او در انتخابات رهبری حزب محافظه‌کار بود، اما پس از دور دوم رای‌گیری از فهرست حذف شد.